# Lino Duarte Level
Lino Duarte Level (11 de enero de 1846, Angostura, Venezuela-20 de junio de 1929, San Juan, Puerto Rico) fue un militar venezolano. Conocido por ser un militar e intelectual culto, conocedor de varias lenguas y escribir varias obras sobre la historia venezolana: fue miembro de la Sociedad Patriótica.

## Biografía
Sus padres eran Lino Duarte Brito y Melchora Level. Duarte Level inició su carrera militar al combatir la Revolución azul. En 1868 ocupa el cargo de secretario particular de Manuel Ezequiel Bruzual en Puerto Cabello. El 15 de agosto de 1869 es nombrado comisionado por los liberales para recibir instrucciones del general Antonio Guzmán Blanco acerca de la preparación de la revolución de abril de 1870. En 1872, Duarte Level, ascendido a general, ocupa el cargo de secretario del presidente Guzmán Blanco y dirige la campaña en contra Matías Salazar, que termina con la captura de este último. Duarte conferencia con Salazar antes de su ejecución e interviene, sin éxito, ante Guzmán Blanco para que sea conmutada la sentencia de muerte.
Partidario de Antonio Guzmán Blanco durante la Revolución de Coro de 1874 y desempeño importantes cargos en su gobierno.  Es cónsul en Trinidad de 1875 a 1876 y en 1879 es de nuevo secretario de Guzmán Blanco. En 1880, ocupa los cargos de ministro del Interior, secretario de la Presidencia y luego, ministro de Relaciones Interiores. A partir de 1897, colabora en El Cojo Ilustrado; su primer artículo se tituló «La beligerancia». Entre 1898 y 1899 edita, en unión del escritor Delfín Aurelio Aguilera, el diario político El Monitor Liberal. Conspira contra Joaquín Crespo y posteriormente se puso de parte de Manuel Antonio Matos durante la Revolución Libertadora (1901-1903).
Tras fracasar la revolución se exilia en Nueva York, allí culmina en 1908, su obra capital "Historia patria". Se reedita este libro en Madrid, en 1917, con el nombre de Cuadros de historia militar y civil de Venezuela desde el descubrimiento y conquista de Guayana hasta la batalla de Carabobo.
En 1913 se declara opositor de la dictadura de Juan Vicente Gómez, a partir de 1913, Duarte Level se une al grupo de conspiradores que rodean la figura del general José Manuel Hernández y muere exiliado en Puerto Rico el 20 de junio de 1929.

## Obras
- Las Queseras del Medio[7]
- Cuadros de la historia militar y civil de Venezuela: desde el descubrimiento y conquista de Guayana hasta la batalla de Carabobo.[6]